# Championnats d'Asie de boxe amateur 1989
Navigation
Édition précédente Édition suivante
La 14e édition des championnats d'Asie de boxe amateur s'est déroulée à Pékin, Chine, en 1989. 

## Résultats

### Podiums
| Catégories                    | Or                  | Argent            | Bronze                                   |
| Poids mi-mouches (-48 kg)     | Cho Dong-jin        | Kim Dok-Nam       | Darmendra Yadaw Erdenentsogt Tsogtjargal |
| Poids mouches (-51 kg)        | Kwang Hyun-han      | Demberel Ochirin  | Hamed Halbouni Ahmed Ghanin              |
| Poids coqs (-54 kg)           | Kyung Sup-hwang     | Roberto Jalnaiz   | Katsuyoki Matsushima D.Kolsing           |
| Poids plumes (-57 kg)         | Lee Jae-hyuk        | Chatres Suwanyod  | Abbas Khalaf Nyamaguin Altankhuiag       |
| Poids légers (-60 kg)         | Namjil Bayarsaikhan | Sung Sik-hong     | Reynaldo Balboa Yang Xiaoqiang           |
| Poids super-légers (-63,5 kg) | Nergui Enchbat      | Mayen Khanji      | P.Padmakar Kunihiro Miura                |
| Poids welters (-67 kg)        | Min Nam Hyon        | Hiroshi Nagashima | Sodnom Altansukh Chen Kun                |
| Poids super-welters (-71 kg)  | Yoo Chang-hyun      | Gopal Dewang      | Khaidan Gantulga Chitra Bahadur Gurung   |
| Poids moyens (-75 kg)         | Chung Dong-Hwan     | Syed Hussain Shah | Altangereb Bandi Mukund Killekar         |
| Poids mi-lourds (-81 kg)      | Park Se-chang       | Asghar Ali        | Wang Yamei Appsi Nanaiah                 |
| Poids lourds (-91 kg)         | Sung Bae-chae       | Abbas Niazi       | Ganzorig Damdynbazaryn Bai Chongguang    |
| Poids super-lourds (+91 kg)   | Ismail Khalil       | Dong Yiyan        | Dildar Ahmed Jaipal Singh                |

### Tableau des médailles
| Place | Pays              | Médaille d'or, Asie | Médaille d'argent, Asie | Médaille de bronze, Asie | Total |
| ----- | ----------------- | ------------------- | ----------------------- | ------------------------ | ----- |
| 1     | Corée du Sud      | 8                   | 1                       | 0                        | 9     |
| 2     | Mongolie          | 2                   | 1                       | 5                        | 8     |
| 3     | Irak              | 1                   | 0                       | 2                        | 3     |
| 4     | Corée du Nord     | 1                   | 1                       | 0                        | 2     |
| 5     | Pakistan          | 0                   | 3                       | 1                        | 4     |
| 6     | Inde              | 0                   | 1                       | 5                        | 6     |
| 7     | Chine             | 0                   | 1                       | 4                        | 5     |
| 8     | Japon             | 0                   | 1                       | 2                        | 3     |
| 8     | Philippines       | 0                   | 1                       | 2                        | 3     |
| 10    | Syrie             | 0                   | 1                       | 1                        | 2     |
| 10    | Thaïlande         | 0                   | 1                       | 1                        | 2     |
| 12    | Népal             | 0                   | 0                       | 1                        | 1     |
| Total | 12 pays médaillés | 12                  | 12                      | 24                       | 48    |